# Volltondichte
Die Volltondichte  {\displaystyle D_{V}} ist eine Messgröße im Druck und wird mit Hilfe eines Densitometers ermittelt. Sie ist die optische Dichte einer durchgehend mit Farbe bedeckten Fläche (Volltonfläche, im Gegensatz zur Rasterfläche).

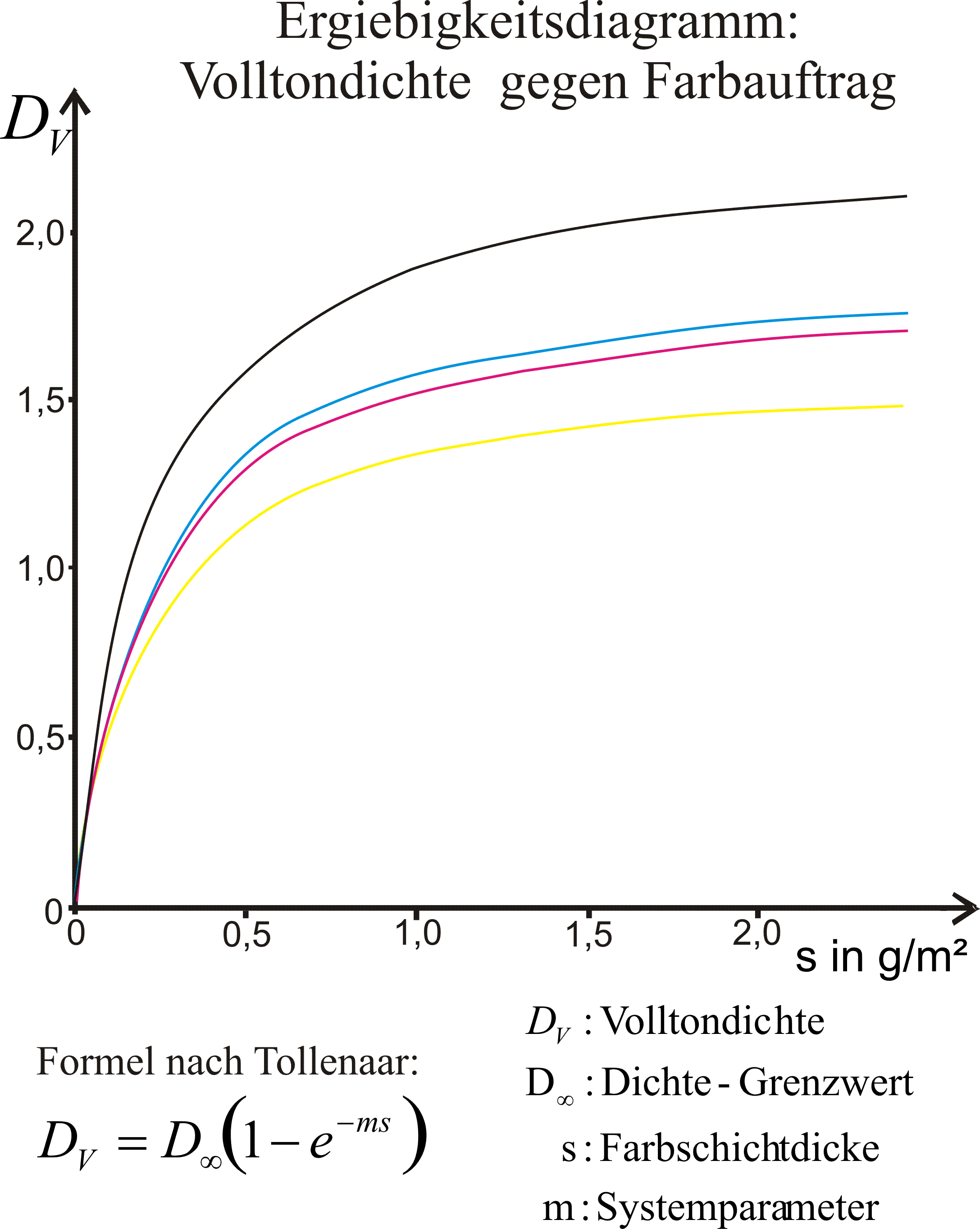
Ergiebigkeitsdiagram eines Satzes von Skalenfarben auf einem Papier

Da an der Druckmaschine die Farbschichtdicke nicht messbar ist, wird die optische Dichte von Volltonfeldern als Hilfsmittel zur Farbsteuerung herangezogen: aus Ergiebigkeitsdiagrammen für Druckfarben lassen sich die quasilinearen Bereiche nutzen, um einer Dichtemessung einen Farbauftrag zuzuordnen (s. Abb.). So werden in der Druckpraxis Maschinen mit Hand oder automatisiert gesteuert. Dies betrifft den Offset- und den Hochdruck, soweit Zonenregelungen vorhanden sind.
Hingegen müssen die Tiefdruck-, Siebdruck- und die zonenfrei arbeitenden Offset- und Hochdruck- (meist Flexodruck-) maschinen die Farbübertragung durch Modifikation der Druckform bzw. der Einfärbevorrichtung (hier: Rasterwalze) regeln.
Außer von der Dicke der Farbschicht hängt die Volltondichte einer Farbe noch ab von:
- der Pigmentierung der Farbe[4] (Ergiebigkeit)
- der Oberfläche des Bedruckstoffes (Rauheit, Saugeigenschaften, Eigenfärbung)[5]
- der Feinverteilung der Farbschichtdicke (Perligkeit).[6]

Für den normgerechten Skalendruck schreibt ISO 12647-2, in Deutschland eingebunden in den Prozess Standard Offset, farbmetrische Messwerte vor. Druckereien ohne Spektralfotometer (oder Densitometer?) benutzen dagegen häufig empirisch ermittelte Vorgaben der Volltondichten.
Die zunehmende Verwendung von Computern in Druckmaschinen und neue, kompakte Spektralfotometer erleichtern eine Steuerung der Farbzonen über farbmetrische Messungen. Daher geht die Bedeutung der Volltondichte zurück. In der Messung von Tonwerten und Tonwertzunahmen ist sie jedoch noch immer unerlässlich, ebenso bei der Bestimmung des relativen Druckkontrastes.